# Erik Risberg
Erik Risberg, född 15 januari 1955 i Falun, är en svensk pianist. Risberg är sedan 1995 anställd i Göteborgs Symfoniker som stämledare med ansvar för piano och celesta. Vid sidan av denna befattning framträder han som solist och kammarmusiker. Han har bland annat gjort talrika framträdanden tillsammans med pianisten Bengt Forsberg. Erik Risberg arbetar också som lärare i musikalisk instudering och kammarmusik vid Högskolan för scen och musik vid Göteborgs universitet. Han är far till gitarristen Loke Risberg.

## Diskografi
- 1990 – Gösta Nystroem 100 år. Med Gunvor Nilsson, mezzosopran.
- 1993 – Moods for cello and piano. Med Harro Ruijsenaars, cello.
- 2005 – Erland von Koch: The 18 monologues for solo instruments. Erik Risberg spelar Monolog nr 13.

Samtliga titlar utgivna av skivbolaget Intim Musik.